# Люче (талисман)
Лю́че (итал. Luce — свет) — официальный маскот Католической церкви, представленный к началу очередного юбилейного года, Года надежды 2025. Созданная основателем tokidoki Симоне Леньо, она олицетворяет католического паломника. Кроме Люче, были представлены также другие персонажи-маскоты, такие как собака по кличке Сантино и друзья Люче по имени Фе, Синь и Скай. Из-за особенностей дизайна персонажей часто сравнивают с героями аниме.

## Описание
Практически весь дизайн Люче пропитан католическим символизмом. У неё синие волосы и светлая кожа. Люче носит жёлтый дождевик, напоминающий по цвету флаг Ватикана, на котором также изображён символ «путешествия сквозь жизненные бури». В её руках особый посох католического паломника, который олицетворяет «паломничество в вечности». Кроме того она также носит заляпанные грязью зелёные ботинки, символизирующие долгое и трудное путешествие. Её глаза имеют блики в виде ракушки-гребешка, традиционного символа католического паломничества, поскольку ракушки использовались вместо чаши до того, как последние стали обыденностью. Создателями её глаза описывались как «символ надежды сердца». Люче также носит чётки с латинским крестом на шее.

## История
Люче была представлена архиепископом Рино Физикеллой на дикастерии по евангелизации 28 октября 2024 года. Он сказал, что Люче была вдохновлена желанием Католической церкви «жить даже в рамках поп-культуры, столь любимой нашей молодёжью». Люче представляла Святой Престол на Lucca Comics & Games в 2024 году — это был первый случай, когда Ватикан принял участие в комикс-конвенте. Также Люче появится на всемирной выставке ЭКСПО 2025 в Осаке, Япония.

## Реакция
После того, как Люче была представлена публике, она была позитивно воспринята в Интернете и быстро породила множество интернет-мемов и фан-артов. Пользователи некоторых сайтов, таких как X, шутили о том, что Католическая церковь поддерживает аниме-визуализацию, а некоторые проводили сравнения между дизайном Люче и дизайном Ай Ото, главного героя аниме Wonder Egg Priority, и Рей Аянами, синеволосого персонажа из «Евангелиона».
Люче вызвала неоднозначную реакцию католиков в Сети. Хотя многие, главным образом молодые представители католической веры, её одобряли, некоторые более традиционалистские комментаторы критиковали её как «слишком современную и глупую», чтобы представлять католицизм.
Использование католической церковью мультяшного маскота начали сравнивать с персонажем Дружище Христос из фильма «Догма». В фильме Дружище Христос — это продаваемый и понятный переделанный образ Иисуса Христа, призванный привлечь внимание молодой аудитории к католицизму. Кевин Смит, режиссёр фильма, написал, что «Дружище Христос подмигнул, чтобы Люче смогла раскрыть глаза».